# Marmessoidea biplagiata
Marmessoidea biplagiata är en insektsart som beskrevs av Ludwig Redtenbacher 1908. Marmessoidea biplagiata ingår i släktet Marmessoidea och familjen Diapheromeridae. Inga underarter finns listade i Catalogue of Life.